# Septembre 1781

## Événements
- France : vendanges surabondantes.

- 4 septembre : fondation de la ville de Los Angeles par 44 colons espagnols sous le nom de El Pueblo de Nuestra Senora La Reina de Los Angeles de Porciuncula[1].

- 5 septembre : bataille de la baie de Chesapeake, combat maritime entre Thomas Graves et le comte de Grasse[2]. Aucun navire coulé, mais le dispositif franco-américain est renforcé, tandis que la flotte britannique ne peut apporter de renfort au général Cornwallis.

- 6 septembre : victoire britannique à la bataille de Groton Heights, à Groton (Connecticut)[3].

- 8 septembre : victoire Américaine à la bataille de Eutaw Springs[2].

- 10 septembre, bataille de la baie de Chesapeake : Thomas Graves abandonne sa tentative de traverser la flotte française maintenant-renforcée et revient à New York, laissant Cornwallis à son destin.

- 26 septembre :
  - bataille de Yorktown[2]. Les troupes alliées de George Washington, de La Fayette et de Rochambeau poussent les Britanniques vers la côte. Pris entre deux feux, les Britanniques de Cornwallis capitulent à Yorktown, en Virginie le 20 octobre.
  - Appel « Au peuple des Pays-Bas », pamphlet du noble d’Overijssel Johan Derk van der Capellen, inaugurant le mouvement des patriotes aux Provinces-Unies, qui se renforce tout au long de la guerre d’indépendance américaine[4]. Il réunit ceux qui refusent l’extension des pouvoirs du stathouder dans un sens monarchique et héréditaire, ceux qui veulent orienter les échanges commerciaux et les capitaux vers les États-Unis et s’éloigner de la Grande-Bretagne, malgré le poids politique de la dette publique britannique dont les Hollandais détiennent 40 %, ceux qui souhaitent maintenir la constitution républicaine mais en élargir les bases électorales.

## Naissances
- 3 septembre : Prince Eugène de Beauharnais, fils adoptif de l'empereur Napoléon Ier et vice-roi d'Italie († 21 février 1824).
- 19 septembre : Frédéric Pluquet (mort en 1831), chimiste et antiquaire français.
- 23 septembre : Sir Charles Bagot, homme d'État britannique né à Rugely (Staffordshire). Gouverneur général du Canada de 1841 à 1843 († 19 mai 1843).

## Décès
- 12 septembre : Peter Scheemakers (en), sculpteur flamand.